# Béla Miklós
Béla Miklós (11. června 1890 Budapešť – 21. listopadu 1948 Budapešť) byl maďarský voják a politik. V letech 1944 až 1945 byl předsedou maďarské vlády. Byl posledním maďarským premiérem za druhé světové války a prvním spolupracujícím se Sověty.

## Život
Narodil se v sikulské rodině. Po absolvování vojenské akademie Ludovika v roce 1910 byl povýšen na husarského poručíka. Zúčastnil se první světové války. Po návratu domů se stal členem šoproňského vojenského velení. V letech 1920 až 1921 absolvoval Vysokou školu generálního štábu, poté pracoval na ministerstvu obrany. V roce 1929 mu udělil regent Miklós Horthy rytířský titul (vitéz). V témže roce se stal zástupcem náčelníka regentského vojenského úřadu. Byl též krátce náčelníkem vojenské rozvědky, poté byl v letech 1933 až 1936 vojenským atašé v Berlíně a Stockholmu. Po návratu do Maďarska vedl svůj vlastní pluk. Pak byl odvelen na velitelství sboru a v říjnu 1942 se stal vojenským ředitelem kanceláře regenta Horthyho. V roce 1943 byl povýšen na generálplukovníka. 1. srpna se stal velitelem maďarské 1. armády na východní frontě. Podporoval odchod Maďarska z Osy a přechod na stranu blížící se Rudé armády.
16. října 1944 dostal rozkaz dostavit se do kanceláře německého generála Gottharda Heinriciho. Měl podezření, že tam má být zatčen, a tak přeběhl s jedním ze svých pobočníků a dvěma seržanty přes frontu k Sovětům. Byl zadržen a 17. října odvezen do Leska poblíž Przemyślu, kde sídlilo sovětské generálního velitelství. Na žádost Sovětů promluvil do rádia a požádal velící důstojníky maďarské 1. armády, aby přeběhli se svými jednotkami k Sovětům. Sověti plánovali z přeběhlíků vytvořit maďarskou osvobozeneckou armádu. Ale s výjimkou jednoho velitele pluku žádný další maďarský důstojník Miklósovu výzvu nevyslyšel. O několik dní později byli vysláni sovětští vyslanci jednat s Miklósem o vytvoření maďarské exilové vlády. Tato jednání prozatím selhala.
Dne 21. prosince 1944 se v osvobozeném Debrecínu sešlo Prozatímní shromáždění. Přítomni byli zástupci komunistické, malorolnické, sociálnědemokratické, agrární a občanskodemokratické strany. Shromáždění zvolilo se sovětským souhlasem prozatímní vládu, do jejíhož čela byl postaven Miklós. Ve funkci setrval až do voleb 15. listopadu 1945. Během jeho premiérského období začalo zatýkání válečných zločinců a konfiskace, byly rozpuštěny proněmecké organizace a politické strany a nový režim odstranil „reakční prvky“ z veřejných institucí a maďarské armády. Miklós nedokázal zabránit deportacím statisíců Maďarů do Sovětského svazu. Po maďarských parlamentních volbách v roce 1945 byl ve funkci premiéra nahrazen Zoltánem Tildym.
V červenci 1947 se stal zakládajícím členem Maďarské strany nezávislosti (Magyar Függetlenségi Párt), již tvořili odštěpenci od Malorolnické strany. V polosvobodných maďarských parlamentních volbách v roce 1947 získala 13,43 procenta hlasů a 49 křesel (ze 411) v parlamentu. Strana byla vnímána jako nejpravicovější z kandidujících a levicí byla hanobena jako „fašistická“. Všechny její mandáty byly v listopadu 1947 pod tlakem komunistů zrušeny. Poté se Miklós stáhl z veřejného života. Zemřel o rok později a byl pohřben bez vojenských poct.